# Arhip Kuindji
Arhip Ivanovici Kuindji (sau Kuinji; în rusă Архи́п Ива́нович Куи́нджи; n. 27 ianuarie 1841, Mariupol uyezd⁠(d), Gubernia Ekaterinoslav, Imperiul Rus – d. 24 iulie 1910, Sankt Petersburg, Imperiul Rus) a fost un pictor peisagist ucrainean de origine greacă.